# Nova vas pri Markovcih
Nova vas pri Markovcih – wieś w Słowenii, w gminie Markovci. W 2018 roku liczyła 406 mieszkańców.